# Il signore della svastica
Il signore della svastica (The Iron Dream) è un romanzo di fantascienza dello scrittore statunitense Norman Spinrad pubblicato negli Stati Uniti d'America nel 1972. È stato tradotto per la prima volta in italiano da Longanesi & C. nel 1972, quindi da La Ginestra nell'aprile 1976 e da Mondadori in Urania Collezione 172 del maggio 2017.
Il romanzo presenta al suo interno un altro romanzo che si immagina scritto da Adolf Hitler, in un mondo ucronico in cui egli è emigrato negli Stati Uniti dopo la prima guerra mondiale e intrapreso la carriera di scrittore di fantascienza le cui opere riflettono le ossessioni e i deliri del suo alter ego storico.
Il signore della svastica è stato bandito per otto anni nella Germania Ovest in quanto visto come un'apologia del nazismo. In realtà è una satira pungente sul nazismo e anche una denuncia implacabile da parte dell'autore Norman Spinrad delle tendenze fasciste latenti nella fantascienza della sua epoca.

## Trama
La storia del romanzo di Hitler si svolge in un mondo che ha subito un disastro nucleare in cui la gran parte della Terra è radioattiva e popolata da mutanti, a parte poche zone risparmiate in cui si isolano delle popolazioni geneticamente sane.
Il protagonista, Feric Jaggar, è un Uomo Puro nato nella Repubblica di Heldon, poco prima che suo padre ne fosse cacciato per ragioni politiche. Condannato per questo a crescere in Borgravia, in mezzo alla «fauna» dei mutanti sottomessi ai Dominatori ("Doms"), una sorta di guardiani di sangue misto, sviluppa un rancore feroce per questi ultimi, che infettano l'Umanità portandola alla decadenza. Feric Jaggar desidera allora con tutte le sue forze ritornare nella sua patria natale, Heldon, dove solo gli Uomini Puri come lui sono autorizzati a vivere.
Ritornato a Heldon, si rende rapidamente conto che i mutanti e la corruzione derivante dai Doms si stanno insinuando facilmente a Heldon. Jaggar costituisce allora un gruppo politico violento, la cui ideologia è ossessionata dalla purezza genetica e che presenta un pronunciato senso estetico guerriero che ricorda quello sviluppato nella realtà dal Terzo Reich. Grazie a loro riesce a prendere il potere e successivamente si sbarazza dei suoi primi sostenitori (come Hitler fece con le SA) dopo di che spinge Heldon a intraprendere un vasto programma di militarizzazione e di purificazione genetica per mezzo di campi d’internamento e di piani di sterilizzazione di massa.
In seguito lancia l'esercito di Heldon alla conquista dei territori confinanti, tra cui la Borgravia dove Jaggar ha vissuto la sua infanzia e infine contro gli eserciti dei Doms. In questa fase l'opera fittizia di Hitler mostra una successione ripetitiva di battaglie sanguinose in cui la morte è meccanica e i soldati nemici, praticamente senza cervello, agiscono come automi. Le armate dei Doms sono vinte, ma l'ultimo di loro fa esplodere degli ordigni nucleari nei deserti radioattivi che sollevano delle immense nuvole radioattive che contaminano il genoma di tutta la popolazione umana superstite. A questo punto gli umani decidono di farsi sterilizzare per non dare alla luce dei figli mutanti e creano dei cloni affinché servano da equipaggio per il primo razzo destinato all'esplorazione e alla colonizzazione del cosmo.

## Libro nel libro
Sotto il medesimo titolo de Il signore della svastica, l'opera di Norman Spinrad, si nasconde un libro nel libro: quello, appunto, che si immagina scritto da Adolf Hitler.
In questa ucronia, il dittatore non ha mai raggiunto il potere e dopo la prima guerra mondiale (durante la quale aveva combattuto con il grado di caporale) va a vivere per qualche tempo a Monaco di Baviera, dove si mette in evidenza per i suoi propositi estremisti e le sue provocazioni.
Nel 1919, un'inesorabile ascesa del comunismo in Germania e in Europa lo induce a emigrare negli Stati Uniti dove vive con difficoltà esercitando il mestiere di pittore illustratore. 
Dopo aver realizzato molte illustrazioni per la rivista di fantascienza Amazing Stories, Hitler si lancia nella scrittura di romanzi di genere fantasy e fantascientifico con La Razza dei Padroni, L'Impero dei Mille Anni e soprattutto Il signore della svastica, vincitore del Premio Hugo nel 1954.
Questo è appunto il romanzo che pubblica Norman Spinrad, accompagnato da una breve biografia e da un saggio nel quale sono evidenziati i meccanismi del romanzo e le ossessioni del suo autore immaginario.